# آلوکسی‌پرین
آلوکسی‌پرین (به انگلیسی: Aloxiprin) (یا آلومینیوم استیل‌سالیسیلات) دارویی جهت درمان درد و التهاب مرتبط با اختلالات اسکلتی، مفصلی و عضلانی است. از خواص آن به عنوان یک داروی ضد التهاب، ضد تب و ضد درد نیز استفاده می‌شود. این دارو، ترکیبی شیمیایی از آلومینیوم هیدروکسید و آسپرین است.